# Zenit (cámara)
Zenit (en ruso Зени́т) es una marca soviética, y ahora rusa, de cámaras y objetivos fotográficos. Los cuerpos de estas cámaras han sido producidos por las fábricas KMZ (Krasnogorskiy Mekhanicheskiy Zavod; Fábrica Mecánica de Krasnogorsk) a partir del año 1952 y hasta 2005 en Moscú y BelOMO (Belorusskoe Optiko-Mechanichesckoye Obyedinenie; Asociación óptico-mecánica de Bielorrusia) desde la década de 1970 en Bielorrusia y los objetivos normales Helios-44 que mayoritariamente las acompañan fueron producidos también en Moscú, Valdai y Vileyka. La marca Zenit se identifica principalmente con las cámaras SLR de 35 mm, aunque otros tipos de cámaras no réflex han sido designadas con este nombre.
Las cámaras Zenit se exportaron bajo las marcas: Zenit, Zeniflex, Revue, Revueflex, Cambron, Kalimar, Prinzflex, Meprozenit, Phokina, Spiraflex y otras.
Los objetivos fotográficos Zenit se producen actualmente en la planta de KMZ y en varias oportunidades se ha anunciado la reanudación de la producción de cámaras, aun cuando no se ha concretado el proyecto.

## Historia

### Primeros años
La primera cámara Zenit estaba basada en la cámara telemétrica Zorki (la cual era una copia de la cámara Leica II). Al transformar la Zorki a una cámara réflex de lente única se eliminó el telémetro y se reemplazó por una pantalla de vidrio mate y un prisma; se añadió un espejo móvil con un sistema de aparejos, para lo cual se tuvo que desplazar la montura de rosca de 39 mm hacia adelante.
Durante los primeros años de producción (hasta la Zenit-E de 1967), el desarrollo de la cámara Zenit era similar al de las cámaras Zorki.

### Algunos hitos durante la producción
Entre los años 1967 y 1969 KMZ desarrolló un sistema metalúrgico que permitió la fabricación masiva de cámaras. La producción de cámaras evolucionó al sistema de montura de rosca de 42 mm. Asimismo, un espejo de retorno automático fue incorporado. Esto condujo a la creación de uno de los modelos más conocidos, la Zenit-E, de la que se produjeron (incluyendo sus subtipos) más de 16 millones de unidades, convirtiéndose en una de los modelos de cámara más fabricados de todos los tiempos.
Hacia el fin del siglo XX, el legado de la Zenit-E se convirtió en un obstáculo para desarrollar modelos de cámaras más modernos. Esto se debió a que casi todas las Zenits de bajo precio, hasta la reciente 412DX, estaban basadas en el chasis que se creó para la Zenit-E.
Los hitos durante la producción de la línea Zenit-E fueron:
- La introducción de un diafragma automático en el modelo Zenit-EM.
- El sistema de medición "a través del lente" en la Zenit-TTL.
- Hay dos variantes de Zenit 12XP, una más metálica y sin telémetro de imagen partida y otra posterior algo más plástica y con telémetro de imagen partida por primera vez.
- La evolución al sistema de montaje de lentes "Pentax K" en la Zenit-122K
- La introducción del código DX (reemplazando el controlador manual de velocidad ISO) en la Zenit-412DX.

## Productos

### Cámaras

#### Los primeros modelos

##### Con carga inferior de la película

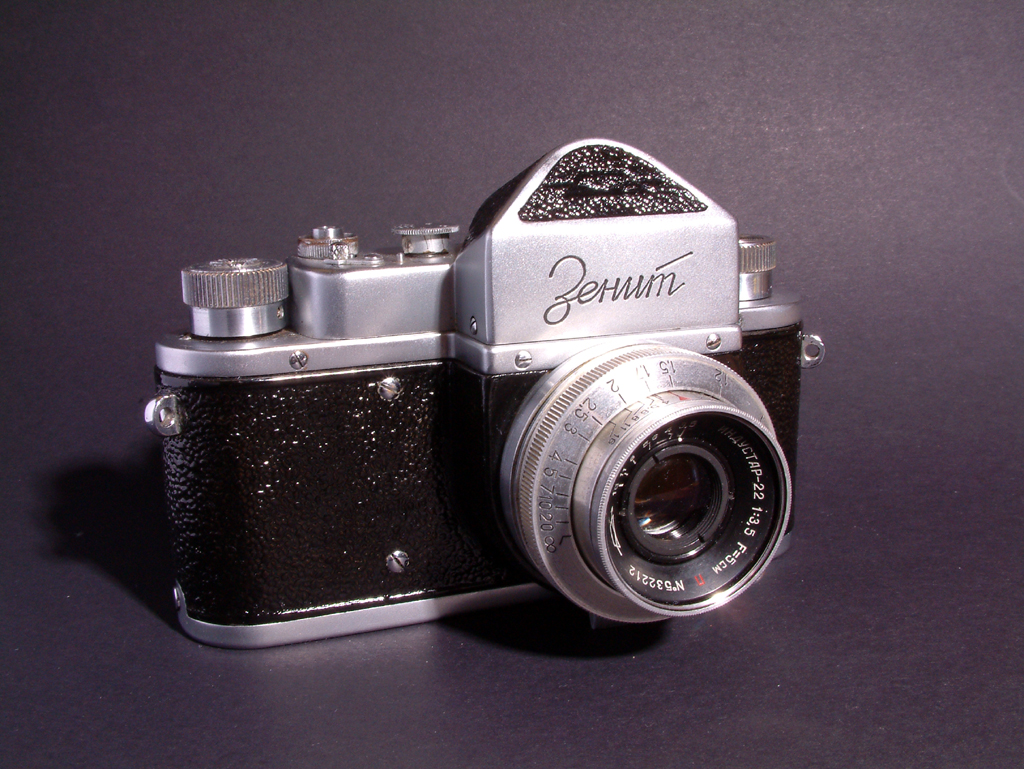
El primer modelo de la Zenit, 1952.

- Zenit (1952-1956) (sin número originalmente, pero ahora a veces llamada Zenit 1)
- Zenit S (1955-1961) (S de flash sincronizado)
- Zenit 3 (1955-1961)

##### Con carga posterior de la película

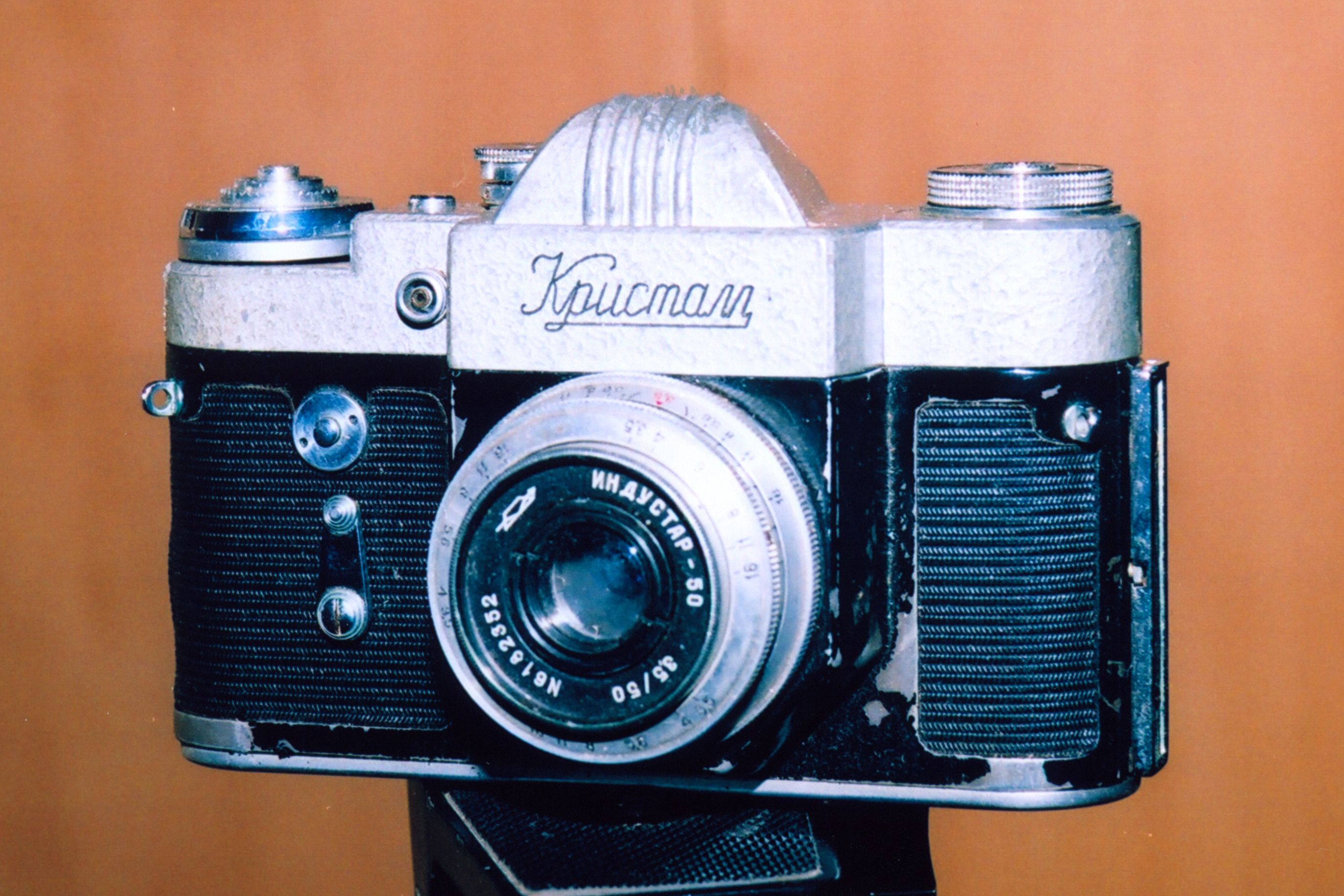
Zenit Kristal.

- Zenit Kristall (1961-1962)
- Zenit 3M (1962-1970)

#### Cámaras semi-automáticas
- Zenit 4 (1964-1968)
- Zenit 5 (1964-1968)
- Zenit 6 (1964-1968)

#### Cámaras de la Serie Zenit E

##### Modelos con fotómetro de selenio

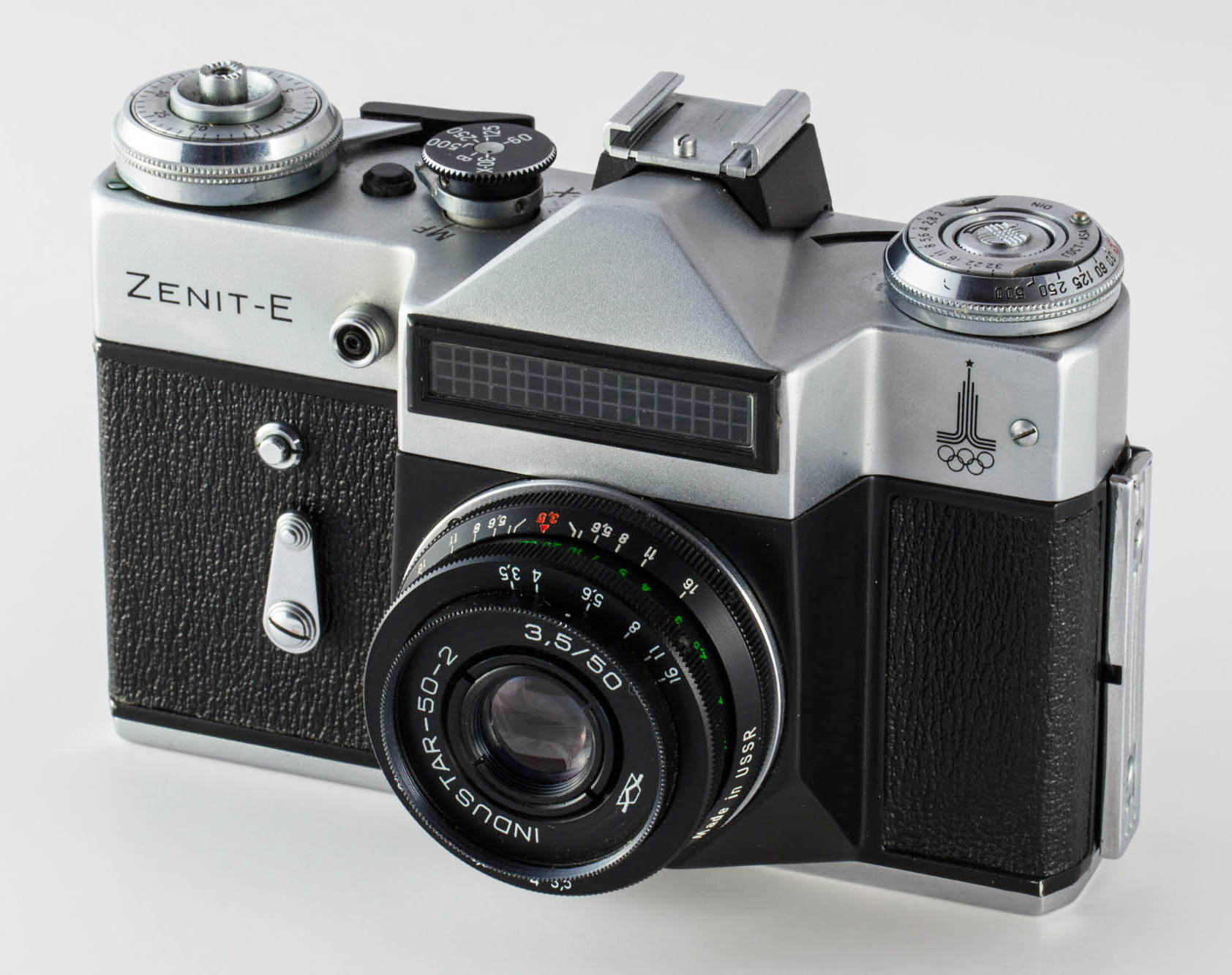
Zenit E con objetivo Industar 50-2 50 mm f3,5 y fotómetro de selenio.

- Zenit E (1965-1986)
- Zenit EM (1972-1978)
- Zenit ET (1972-1995)
- Zenit 10 (1981-1982)
- Zenit 11 (1982-1992)

made in russia 
93006232

##### Modelos sin fotómetro de selenio
- Zenit V (1968-1973) (también conocida como Zenit B, idéntico al modelo Zenit E pero sin fotómetro)
- Zenit VM (1972-1973) (también conocida como Zenit BM, idéntico al modelo Zenit EM sin fotómetro)

#### Cámaras con medición a través de la lente y montura M42
- Zenit TTL (1977-1985)
- Zenit 12xp, Zenit 12SD (1983-2000)
- Zenit 122 (1990-2005)

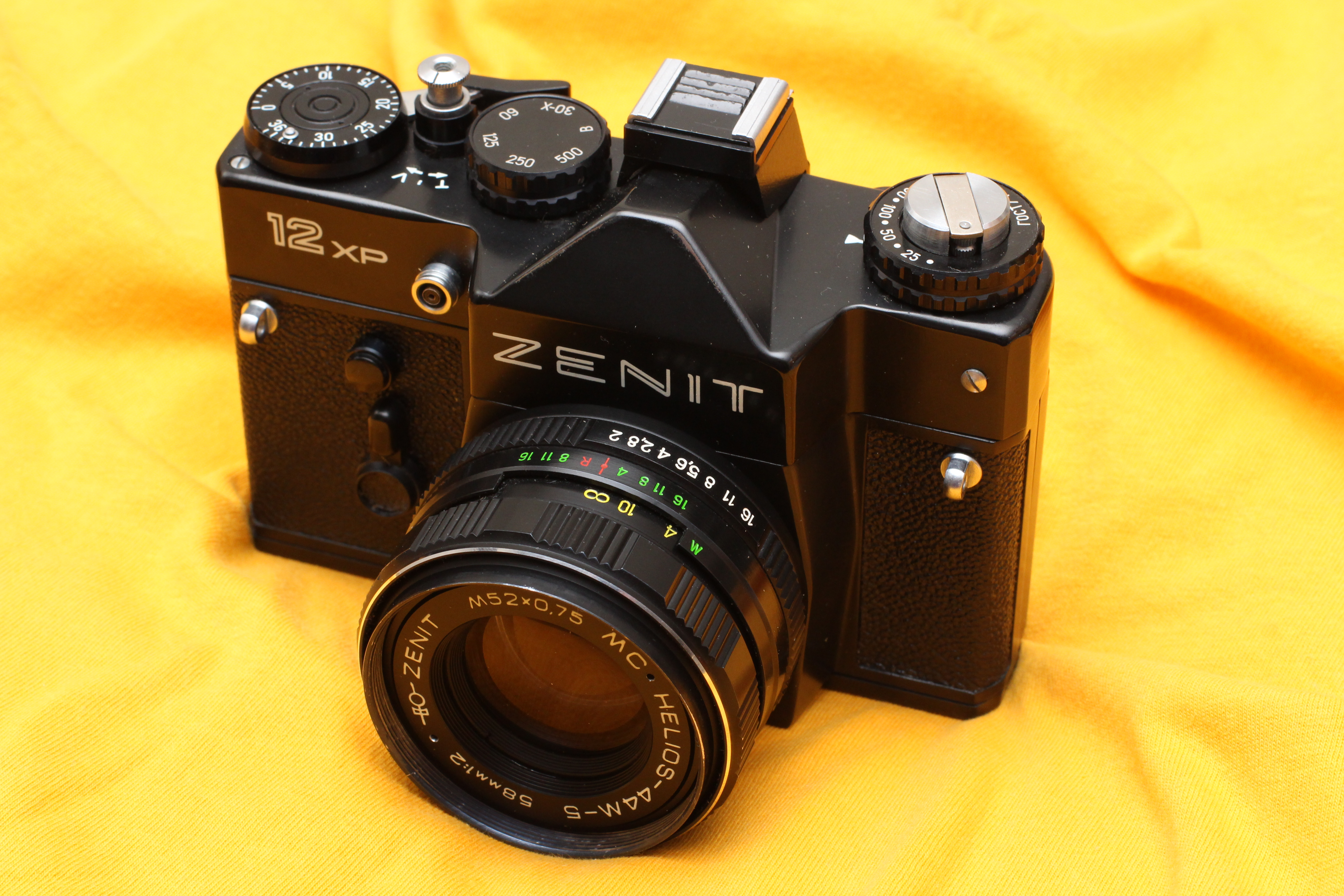
Zenit 12xp y MC Helios-44M-5.

- Zenit 122V (también conocida como Zenit 122B)
- Zenit 312m (1999-2005)
- Zenit 412DX (2000-2005)
- Zenit 412LS (2000-2005)

#### Cámaras con la medición a través de la lente y montura Pentax K

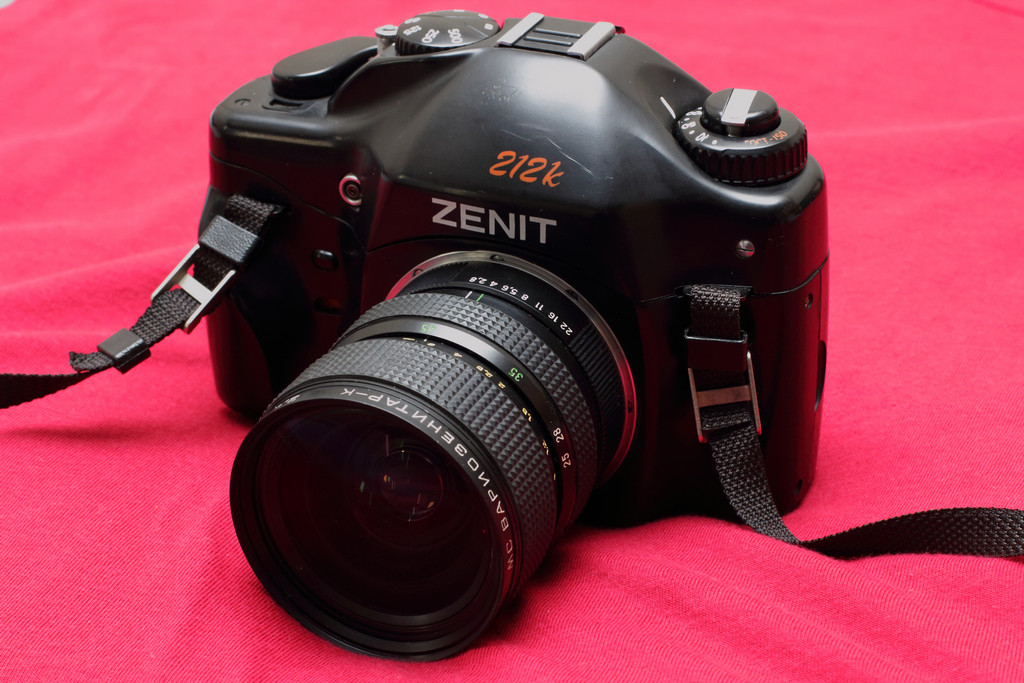
Zenit 212K y MC Variozenitar-K 25-45mm 2.8-3.5.

- Zenit 122K
- Zenit 212K (1995-2005)

#### Cámaras con montura propia

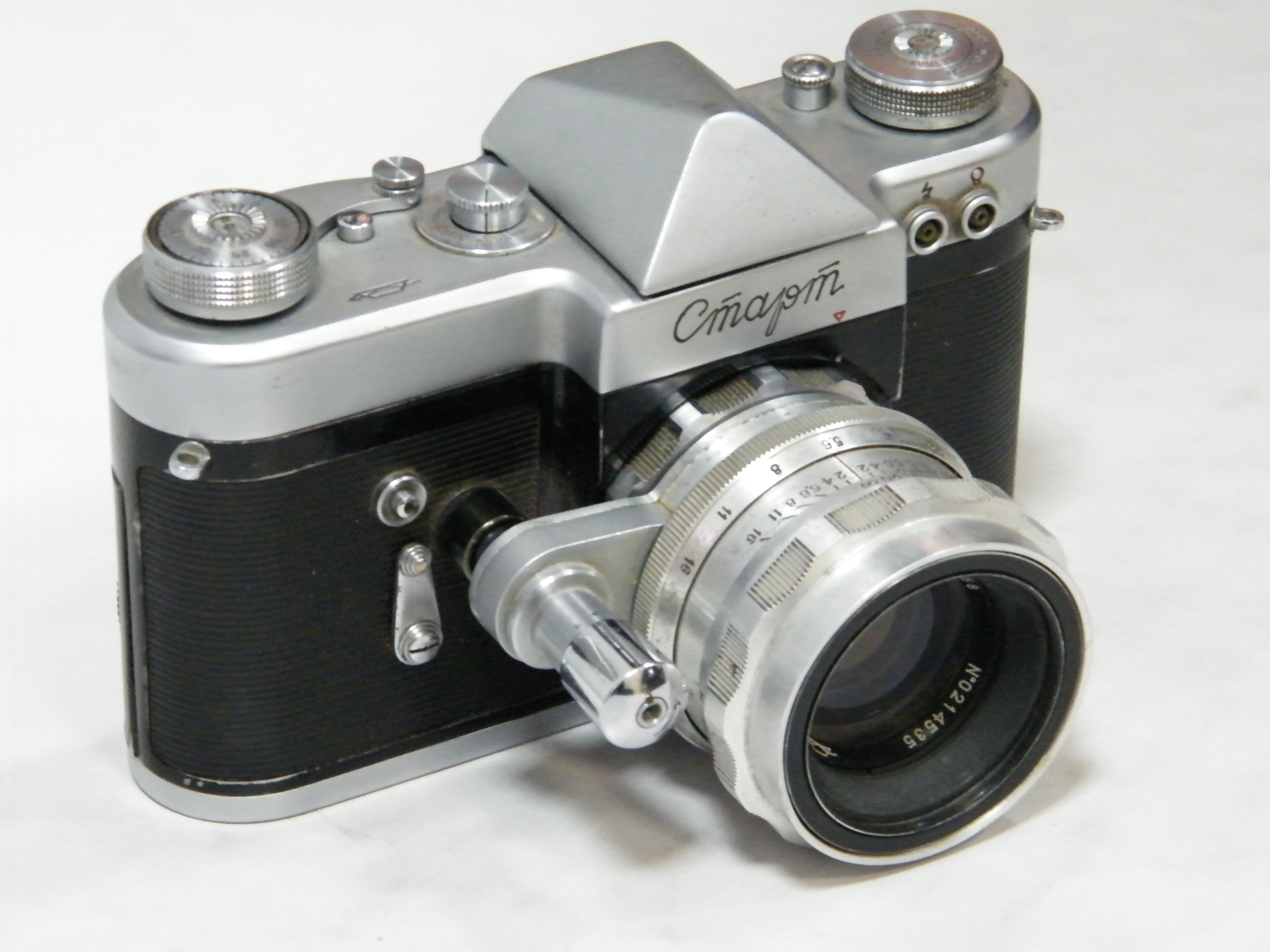
Zenit Start.

- Start
- Zenit 7 (1968-1971)
- Zenit D

#### Cámaras automáticas con montura F NIKON
- Zenit 16 (1973-1977)
- Zenit 19 (1979-1987)
- Zenit 18 (1980-1986)

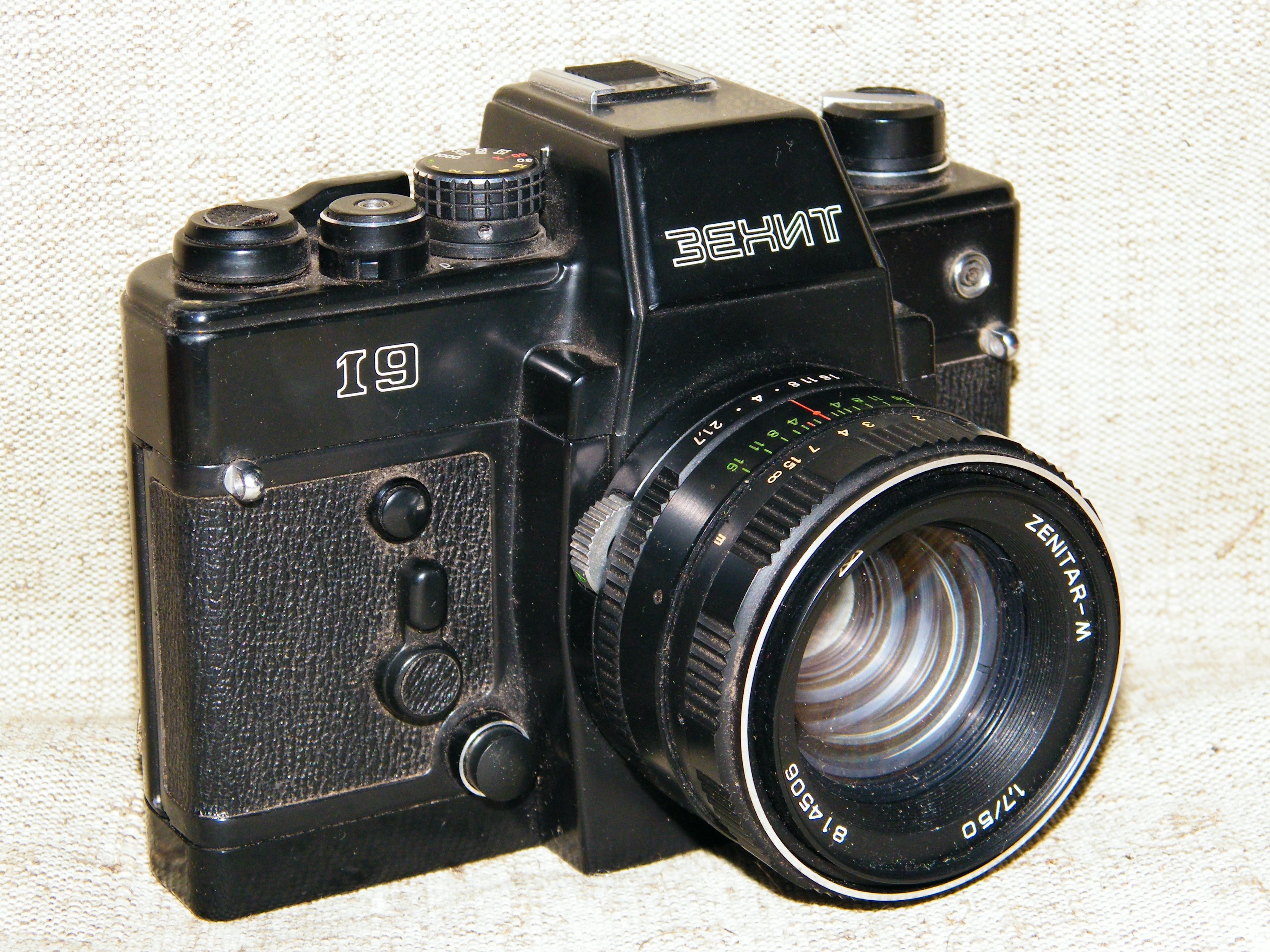
Zenit 19.

- Zenit MT-1 Sorpresa (variante medio cuadro de la Zenit 19)

#### Cámaras de la serie Zenit Ax con montura Pentax K
- Zenit Avtomat (1984-1994)
- Zenit AM (1988-1999)
- Zenit AM2 (1992-1997)
- Zenit APM
- Zenit APK (1992-1998)
- Zenit KM Zenit KM plus(2001-2005)

#### Prototipos
- Zenit L
- Zenit 22

#### Cámaras fabricadas sólo en Bielorrusia
- Zenit 15M
- Zenit 12XS
- Zenit 122 (diferente modelo respecto de la Zenit 122 de KMZ)
- Zenit 21XS
- Zenit 12PRO
- Zenit 12XSL
- Zenit 130

#### Modelos de cámara, años de fabricación y número de unidades producidas
| Моdelo             | Primer año | Último año | Número de unidades producidas |
| ------------------ | ---------- | ---------- | ----------------------------- |
| Zenit (Llamada 1)  | 1952       | 1956       | 39 091                        |
| Zenit С            | 1955       | 1961       | 232 949                       |
| Zenit 3            | 1958       | 1959       | 81 776                        |
| Zenit Kristall     | 1961       | 1962       | 65 433                        |
| Zenit 3М           | 1962       | 1970       | 781 678                       |
| Zenit 4            | 1964       | 1968       | 19 740                        |
| Zenit 5            | 1964       | 1968       | 11 616                        |
| Zenit 6            | 1964       | 1968       | 8 930                         |
| Zenit Е            | 1965       | 1986       | 8 000 000                     |
| Zenit 7            | 1968       | 1971       | 3 024                         |
| Zenit В            | 1968       | 1973       | 889 617                       |
| Zenit D            | 1969       | 1970       | 63                            |
| Zenit ЕМ           | 1972       | 1988       | 979 140                       |
| Zenit ВМ           | 1972       | 1973       | 1 239                         |
| Zenit 16           | 1973       | 1977       | 11 114                        |
| Zenit TTL          | 1977       | 1985       | 2 600 000                     |
| Zenit 19           | 1979       | 1987       | 121 993                       |
| Zenit 18           | 1980       | 1986       | 7 001                         |
| Zenit 10           | 1981       | 1982       | 19 865                        |
| Zenit ЕТ           | 1982       | 1995       | 3 000 000                     |
| Zenit 11           | 1982       | 1992       | 1 481 022                     |
| Zenit 12XP         | 1983       | 1988       | 1 000 000                     |
| Zenit Аvtomat      | 1984       | 1994       | 68 002                        |
| Zenit 14           | 1987       | 1990       | 567                           |
| Zenit АМ           | 1988       | 1999       | 11 802                        |
| Zenit 122          | 1990       | 2005       | 1 971 745                     |
| Zenit АМ2          | 1992       | 1997       | 27 240                        |
| Zenit АPК          | 1992       | 1998       | 6 394                         |
| Zenit 212К         | 1995       | 2005       | 32 149                        |
| Zenit 312m         | 1999       | 2005       | 84 004                        |
| Zenit 412          | 2000       | 2005       | 46 454                        |
| Zenit КМ y KM Plus | 2001       | 2005       | 15 097                        |

### Fotosniper

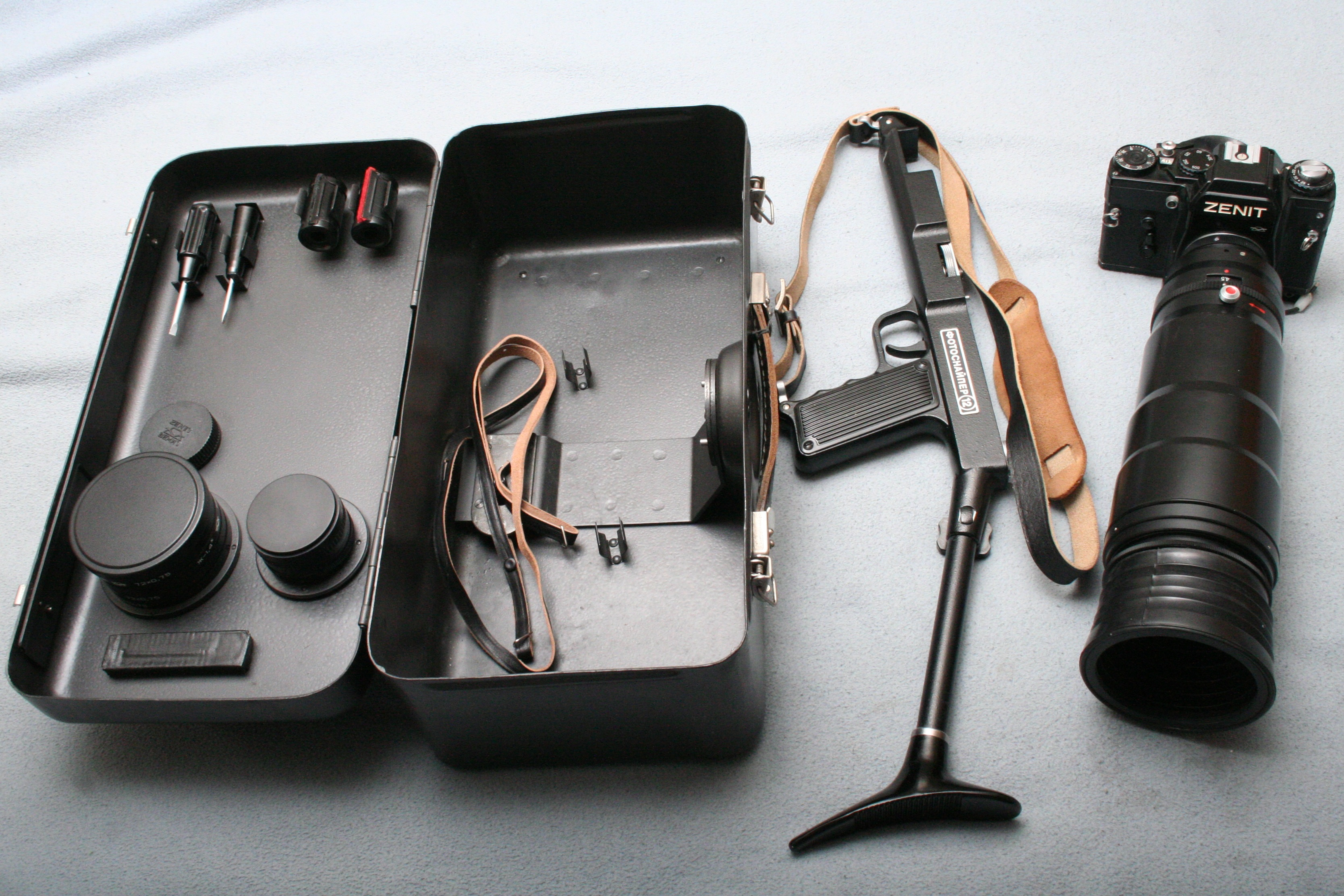
Zenit Fotosnaiper FS-12 que incluye el lente Tair-3 de 300mm f4.5.

El Zenit Fotosnaiper es un kit para tomas con un teleobjetivo Tair de 300mm donde la cámara se sostiene y opera en realidad de la misma manera como se lo hace con un rifle, de ahí el nombre "Fotosniper" Fue originalmente creado para uso militar, pero luego modificado para uso civil y exportación. Se desarrollaron varios modelos basados en alguna cámara Zenit con modificaciones.

#### Modelos de producción
FS-2 (fabricado entre los años 1944-1945, basado en una cámara FED de visor directo, culata de madera y lente Tair-2 de 300mm f4,5)
FS-3 (fabricado entre los años 1965-1982, basado en la Zenit-E y lente Tair-3FS de 300mm f4)
FS-12 (basado en las cámaras Zenit-TTL, Zenit-12 y consiste en una cámara, una empuñadura de pistola, una culata, filtros de 72mm UV, naranja, verde y dos amarillos, un lente Helios-44 de 58mm f2 con tapa delantera, un lente Tair de 300mm f4.5 con tapa delantera y parasol de goma tipo fuelle, ambos lentes con montura M42, una tapa trasera para lente con montura M42, dos destornilladores, dos chasis de película de 35mm, ocular de goma para la cámara, correas y se completa con un maletín de metal ad hoc en el que se atornillan o fijan todos los elementos anteriores)
FS-12-2 (basado en las Zenit-12)
FS-12-3 (basado en la Zenit-12)
FS-122-2 (basado en la Zenit-122 y lente Tair-3C de 300mm f4)
FS-122-3 (basado en la Zenit-122 y lente MC Tair-3C de 300mm f4)
FS-412 (fabricado entre los años 2003-2005, basado en la Zenit-412DX)

#### Prototipos
FS-4 (basado en las Zenit-16 y lente Telezenitar de 300mm f4,5)
FS-4M (año 1981, basado en las Zenit-19 y lente MC Telezenitar-FS-M 300mm f4,5)
FS-5 (años 1987 y 1989, basado en las Zenit Avtomat y lente MC Telezenitar-FS-M 300mm f4,5)
FS-122kt (basado en las Zenit-122K, lente de 400mm montura Pentax K)
FS-312kt (basado en las Zenit-312M)

### Objetivos

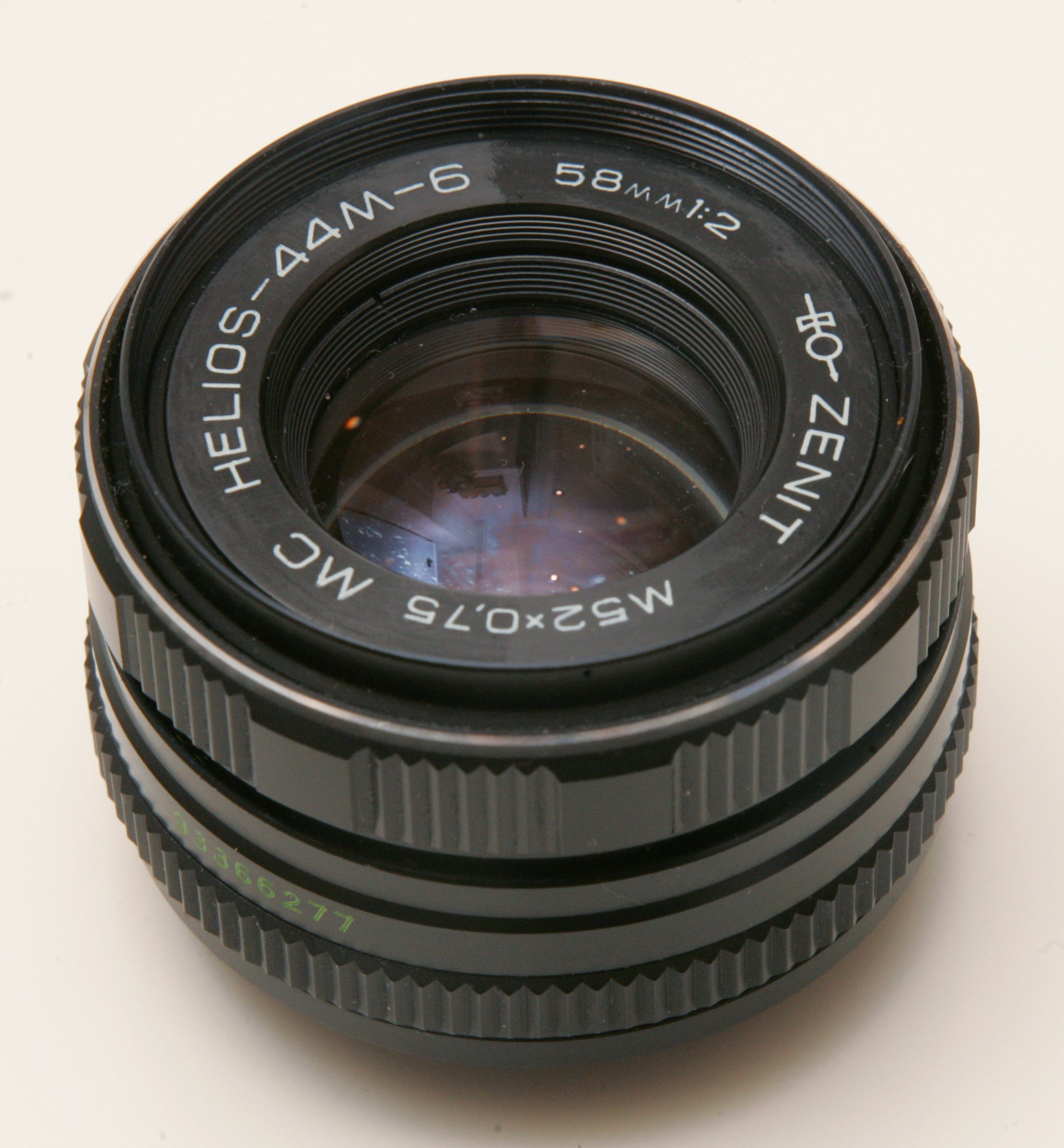
Objetivo MC Helios-44M-6

Las cámaras Zenit réflex, originalmente estaban equipadas con un objetivo normal Industar de 50 mm y diafragma f3,5 o 2,8. Se fabricaron varios objetivos normales Helios y Zenitar, pero particularmente inseparables de las cámaras Zenit, resultaron los Helios-44, en sus distintas versiones, de 58 mm y diafragma f2. 
Equiparon también los objetivos ojo de pez MC Peleng 8mm f3,5 y el MC Zenitar 16mm f2,8. 
Los granangulares eran los Mir de 20mm (Mir-20M), 28 mm f3,5 y el muy popular 37 mm f2,8 (Mir-1B).
Los teleobjetivos asociados a la Zenit fueron los Helios-40 de 85mm f1.5, el Júpiter de 85mm f2, el muy popular Júpiter-37A de 135mm f3,5, el Tair-11A de 135mm f2,8, el Júpiter de 180 mm f2,8, el Telemar 22 de 200 mm f5,6, el Tair de 300 mm f4,5 acompañado del Fotosnaiper y los catadióptricos Maksútov 3M-5A-MC CCCP/MTO 500mm f8 y Maksútov MC MTO 11CA 1000mm f/10 y los también catadióptricos MC Rubinar 500mm f/5.6 y MC Rubinar 1000mm f10.

## Galería

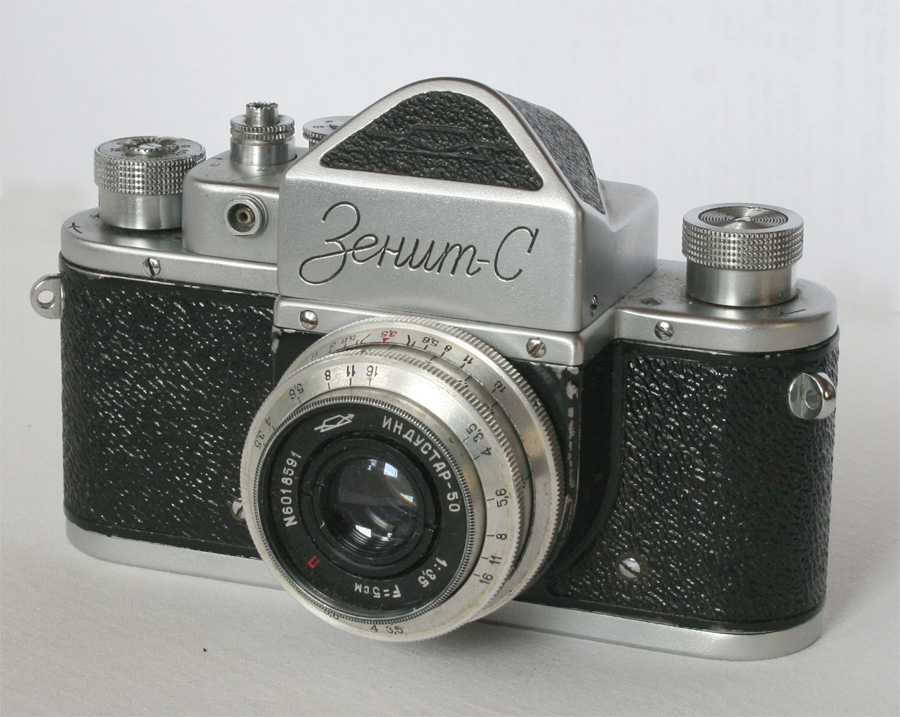
Zenit S (Sincronizada), 1955.
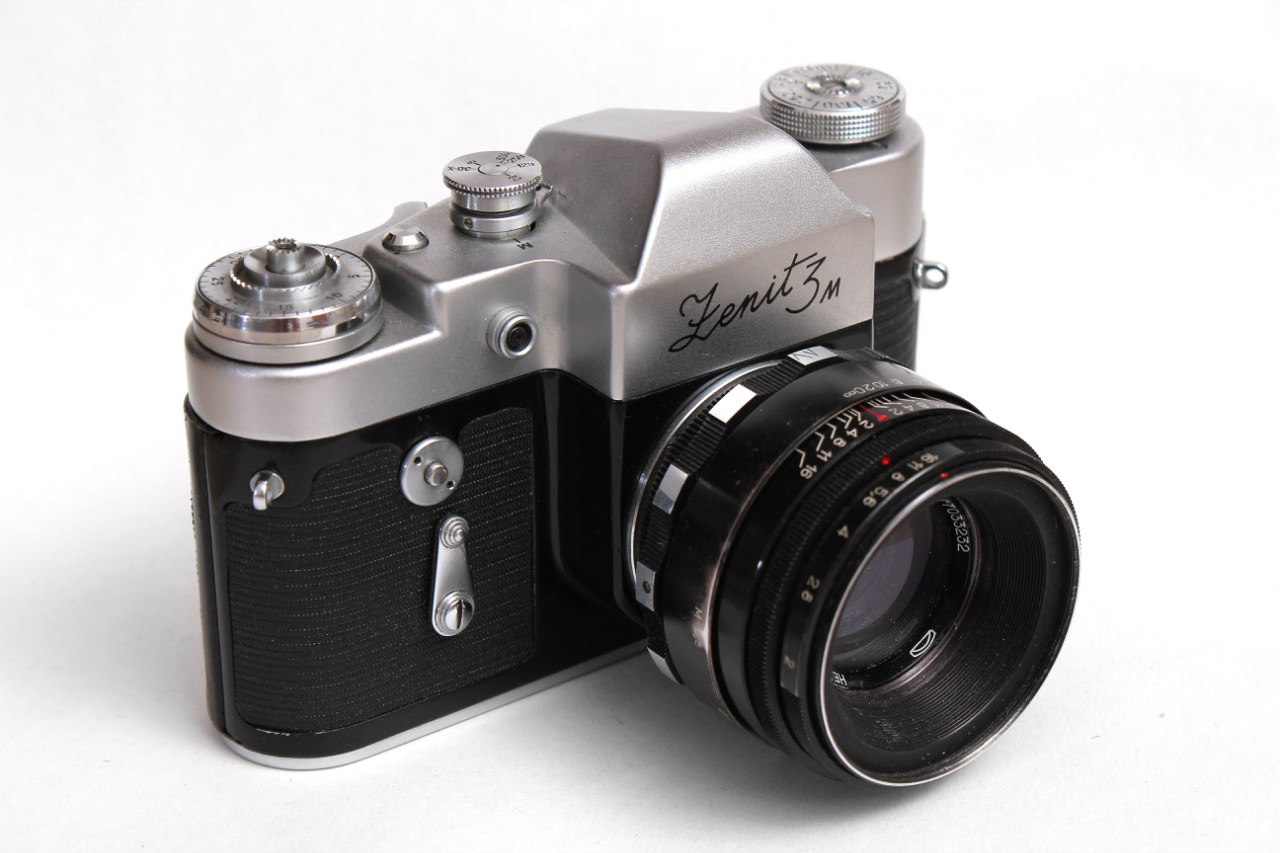
Zenit 3M.
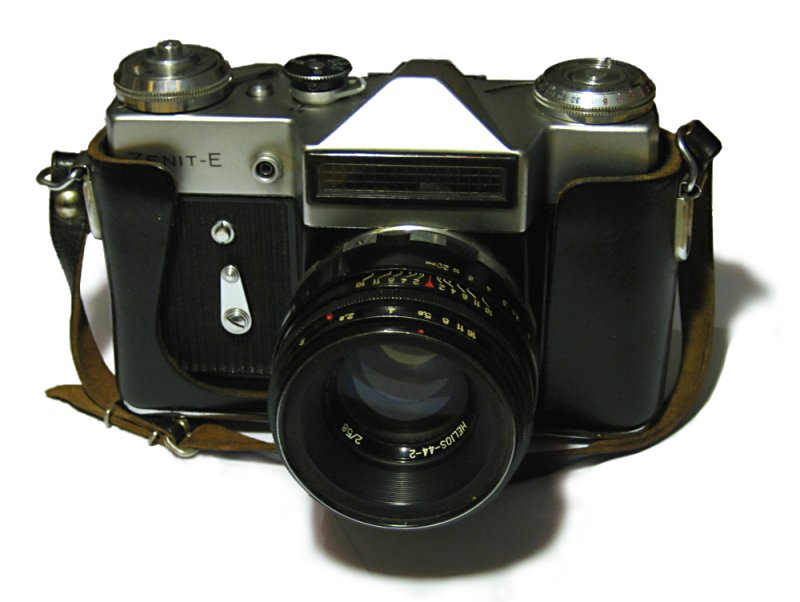
Zenit E con objetivo Helios 44-2, 1971.
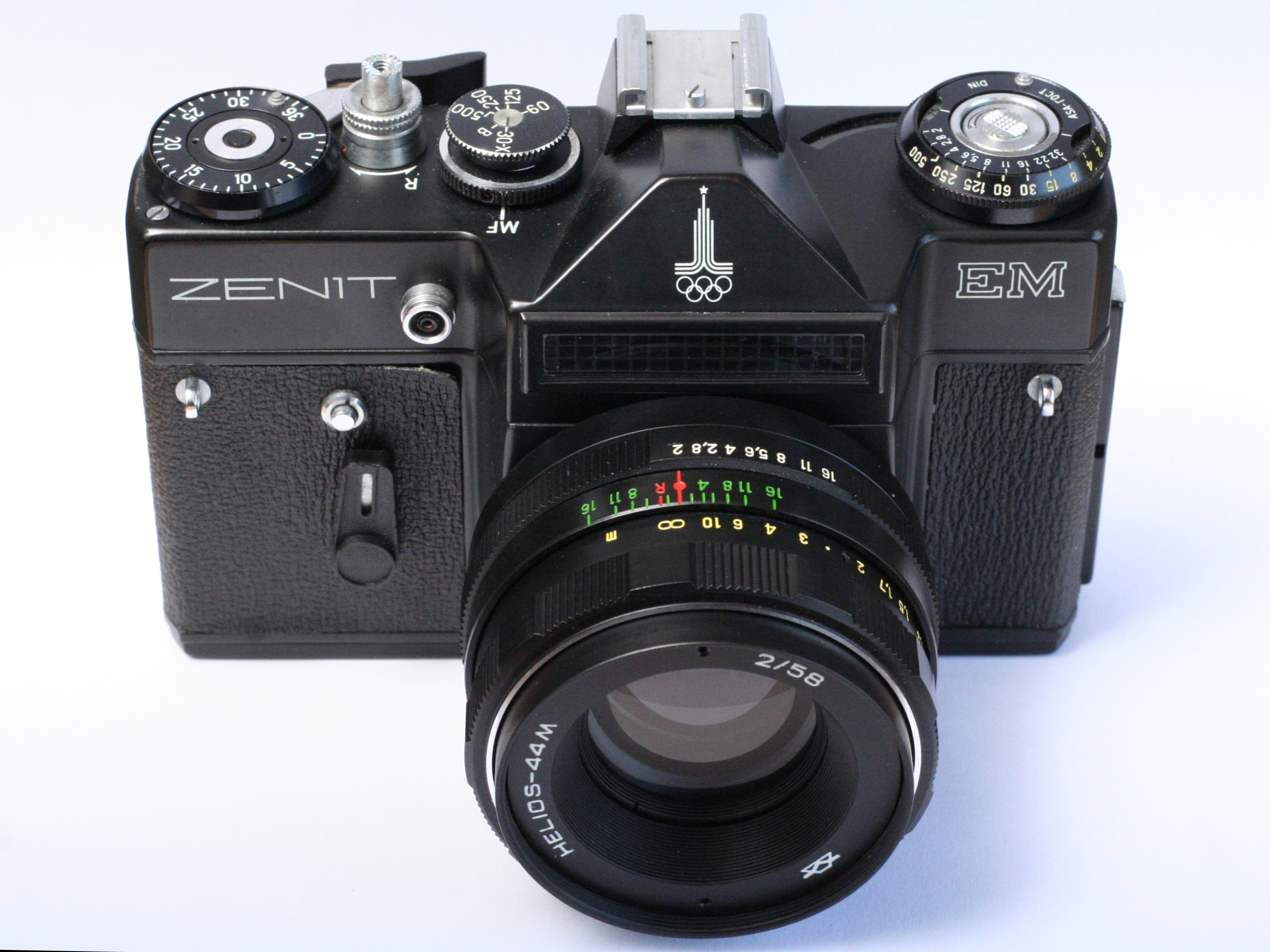
Zenit EM y Helios-44M 2/58 de 1978 Edición Conmemorativa Juegos Olímpicos de Moscú 1980.
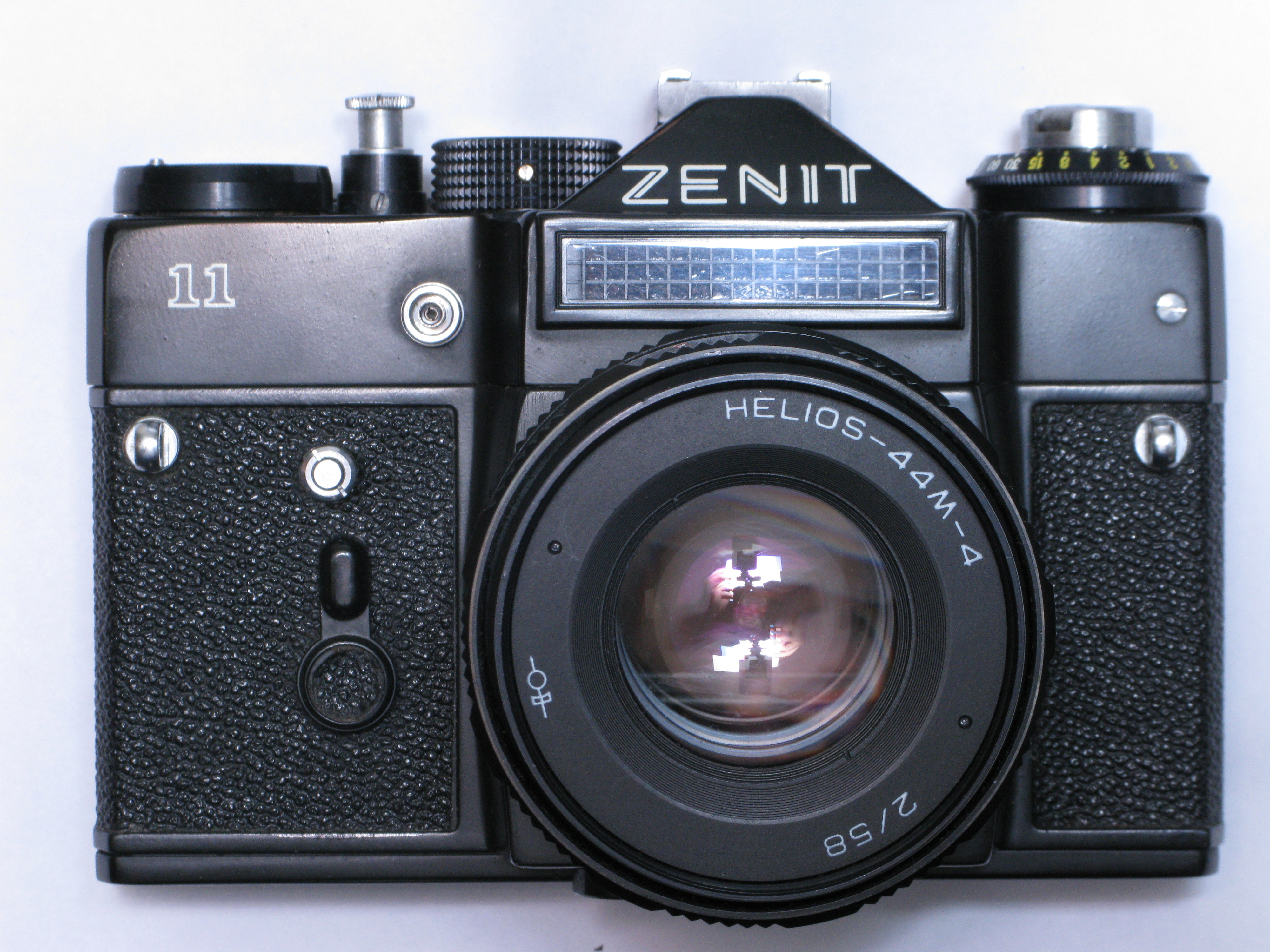
Zenit 11.
Cámara Zenit 122.
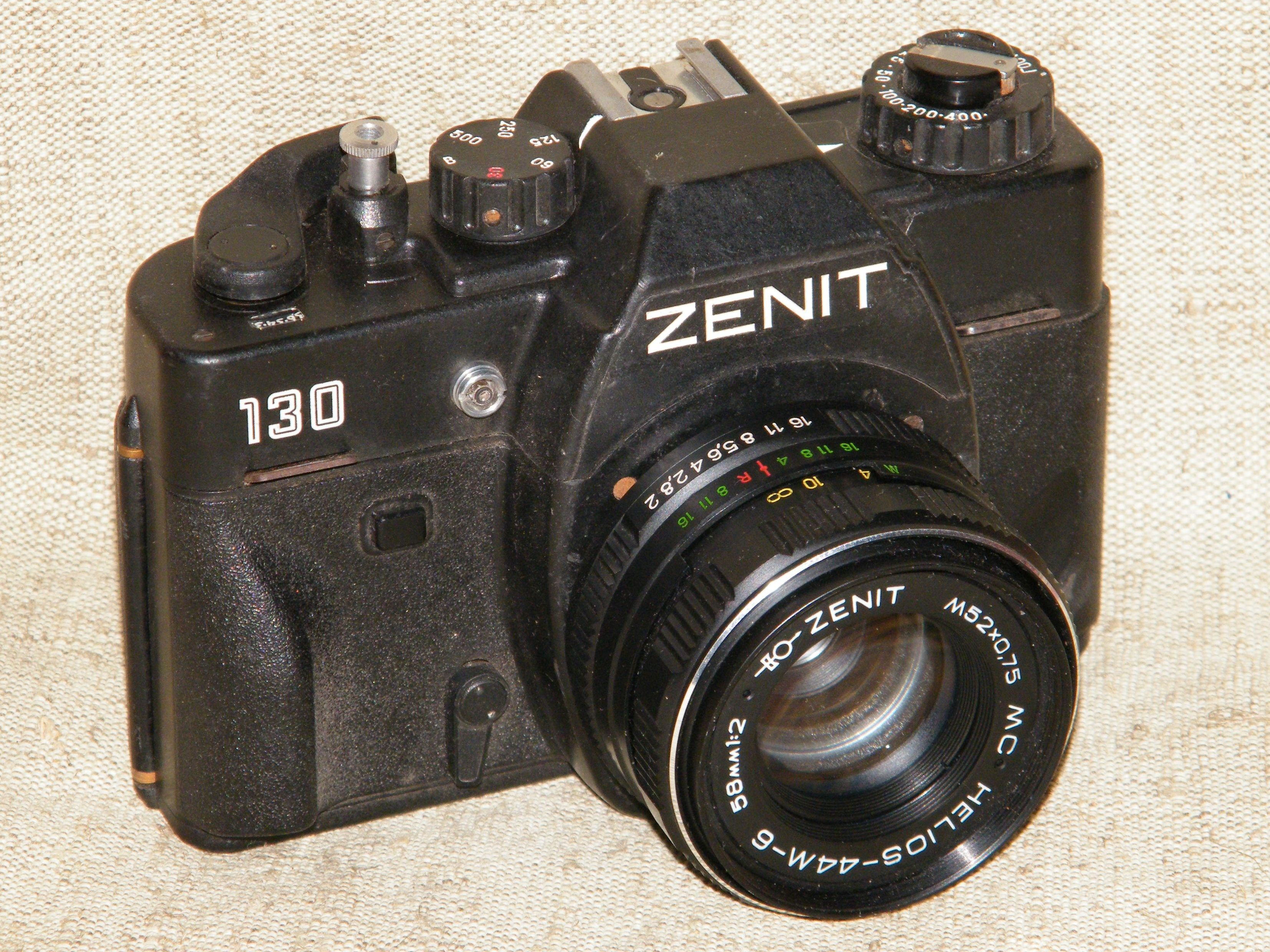
Zenit 130.
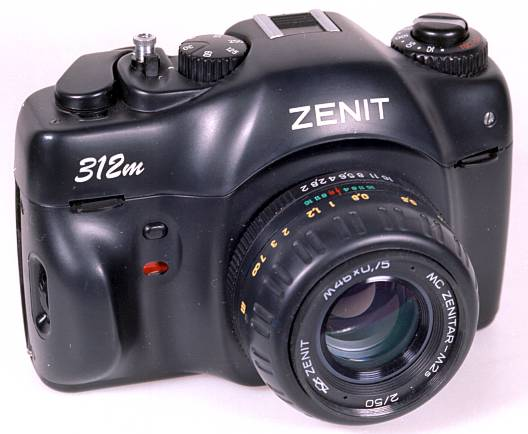
Zenit 312.
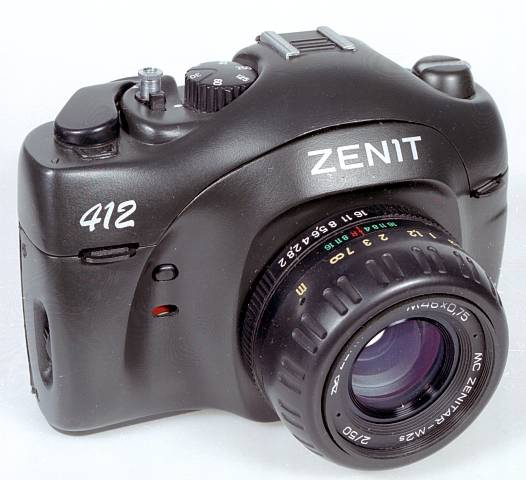
Zenit 412.
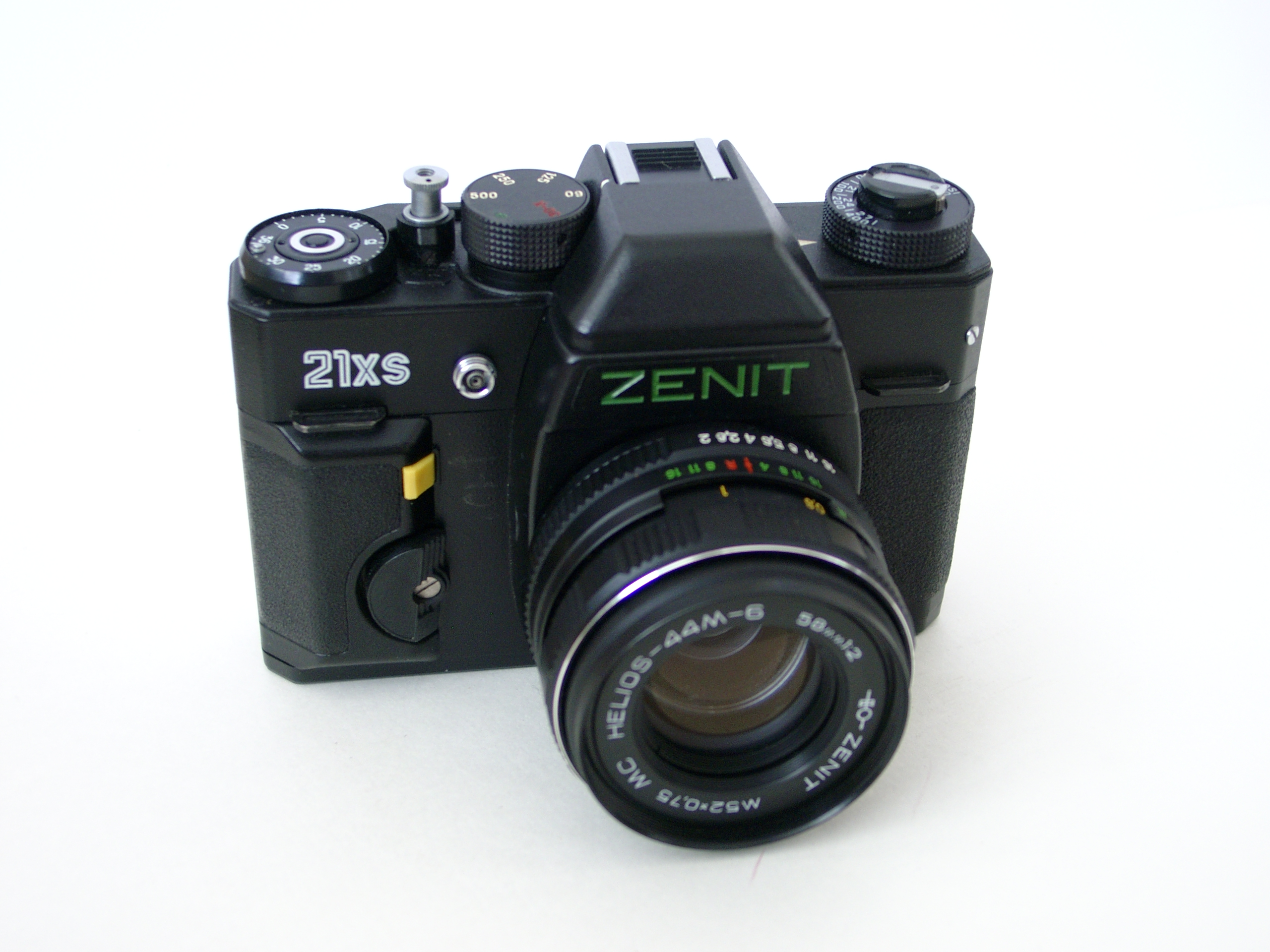
Zenit 21XS.
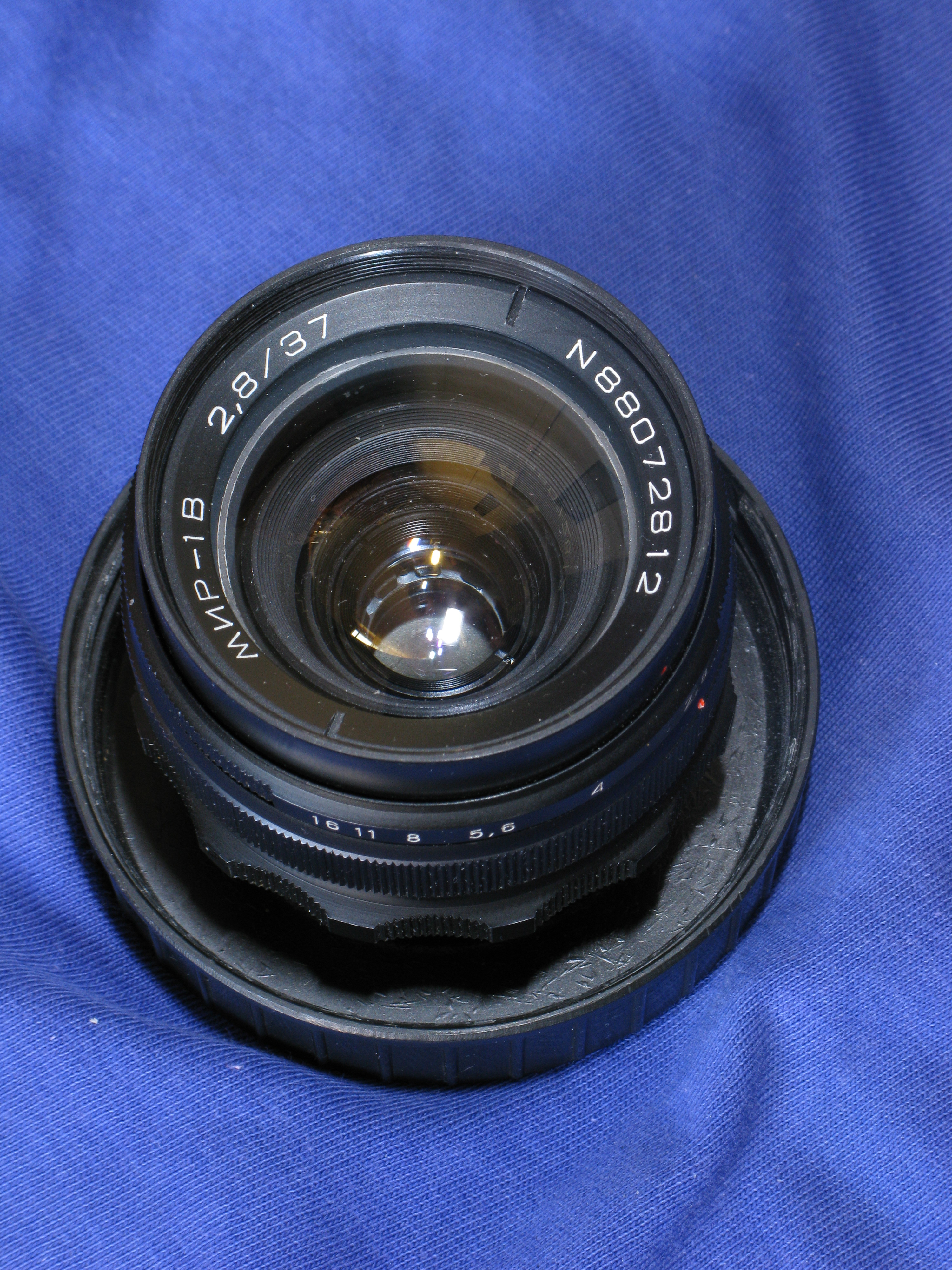
Vista frontal del objetivo Mir-1B de 37 mm f2,8 con montura M42.
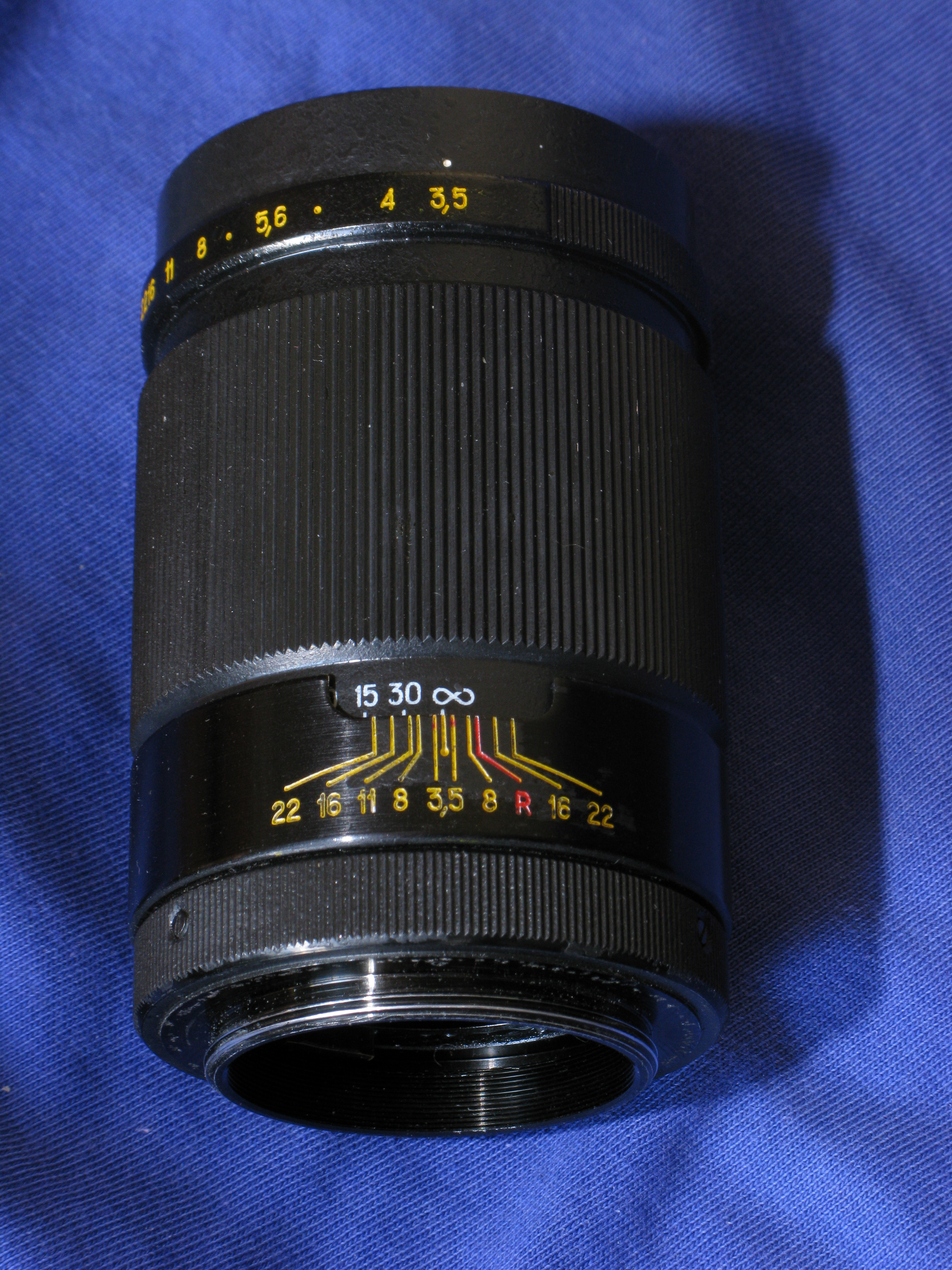
Vista superior del objetivo Júpiter-37A con montura M42.

## Cronología de las cámaras SLR Zenit
- Datos: Q189568
- Multimedia: Zenit cameras / Q189568